# 옵션 타입
옵션 타입(option type) 또는 메이비 타입(maybe type)은 프로그래밍 언어(특히 함수형 프로그래밍 언어) 및 유형 이론에서 옵션 값의 캡슐화를 나타내는 다형성 유형이다. 예를 들어, 적용 시 의미 있는 값을 반환할 수도 있고 반환하지 않을 수도 있는 함수의 반환 유형으로 사용된다. 이는 비어 있거나(종종 None 또는 Nothing으로 명명됨) 원래 데이터 유형 A(종종 Just A 또는 Some A로 작성됨)를 캡슐화하는 생성자로 구성된다.
객체 지향 프로그래밍에서 널리 사용되는 기능적 프로그래밍 이외의 고유하지만 관련된 개념을 nullable 타입(종종 A?로 표현됨)이라고 한다. 옵션 타입과 null 허용 유형의 핵심 차이점은 옵션 타입이 중첩을 지원하는 반면(예: Maybe (Maybe String) ≠ Maybe String) null 허용 유형은 지원하지 않는다는 것이다(예: String?? = String?).

## 같이 보기
- 널러블 타입
- 예외 처리
- 패턴 매칭